# Кидон (спецподразделение)
«Кидон» (ивр. כידון‎ — «штык», «копьё», «наконечник копья») — силовое спецподразделение израильской разведслужбы «Моссад», занимающееся физической ликвидацией исламских террористов и деятелей вооружённых группировок, угрожающих национальной безопасности Израиля. Подразделение появилось в 1970-е годы в составе управления «Месада» (оно же «Кесария»).

## Структура
Подавляющая часть сведений о спецподразделении является государственной тайной. По словам журналиста Якова Каца, «Кидон» является «элитным отрядом убийц», действующих в составе подразделения специальных операций «Кесария» (оно же «Метсада»), в котором несли службу военнослужащие, имевшие опыт службы в подразделениях израильского спецназа. Предполагается, что подразделение появилось, когда во главе «Кесарии» стоял Михаэль Харари: согласно Аарону Кляйну, оно изначально само называлось «Кесария», пока не произошло переименование служб в 1970-е годы.
Согласно свидетельствам Виктора Островского, подразделение «Кидон» в 1980-е годы входило в состав отдела «Комемиут», который занимался боевыми подразделениями и нелегальной (в том числе силовой) разведкой — «настоящими шпионами-нелегалами», которых «с безупречными „легендами“ засылают в арабские страны». Подразделение насчитывало три бригады по 12 человек в каждой, члены которых были обучены ликвидации террористов и иных преступников, представлявших угрозу национальной безопасности Израиля: две бригады тренировались в Израиле, а третья находилась всегда за рубежом. По словам Островского, бойцы «Кидона» не знали ничего об иных структурах «Моссада» или о своих коллегах. До июля 1984 года отдел «Комемиут» носил имя «Метсада»: переименование было связано с утерей шифровальной книги в лондонской резидентуре.
Помимо этих контртеррористических операций, «Кидон» может участвовать и в операциях другого характера, если это будет необходимо Моссаду.
Спецподразделению по закону нельзя было нападать на израильтян, однако его бойцы нередко нарушали это правило, когда в спецслужбе шли разборки между разными политическими крылами. По словам того же Островского, бойцами «Кидона» были убиты Яков Барсимантов, офицер связи парижской резидентуры Моссада, и американский военный атташе в Париже подполковник Чарльз Роберт Рэй, а вину возложили на Жоржа Абдаллу из Ливанской фракции революционной армии, чтобы развязать войну в Ливане.

## Операции
Считается, что оперативники «Кидона» занимались непосредственно ликвидацией террористов «Чёрного сентября» и деятелей ООП, причастных к теракту на Олимпиаде в Мюнхене в 1972 году, в рамках операции «Гнев Божий». Так, 16 октября 1972 года в Риме агентами у своего дома был расстрелян Ваиль Зуайтер, получивший 12 пуль; 8 декабря того же года в Париже в результате взрыва бомбы в телефоне получил ранения, не совместимые с жизнью, Махмуд аль-Хамшари; 24 января 1973 года в Никосии в гостинице «Олимпик» в своём номере был взорван Хусейн Абд аль-Шир (под его кровать была заложена бомба).
11 апреля 1973 года в Афинах в гостиничном номере были убиты Заяд Мухаси, представитель ФАТХ на Кипре, и его ассистент. По словам Виктора Островского, это произошло в рамках операции «Пассат», а исполнителями были оперативники Дан Дрори, будущий глава Моссада Ицхак Хофи и некто «Амикан», отличавшийся крупными габаритами (рост 190 см). Сам Харари утверждал, что вокруг «Кидона» создали имидж «хладнокровных убийц», не соответствовавший реальности.
По словам всё того же Виктора Островского, две из трёх команд «Кидона» готовились к расправе над физиком-ядерщиком Мордехаем Вануну, который выдал секретную информацию об использовании Израилем ядерных технологий для гипотетического создания атомной бомбы. Однако от планов в итоге отказались, предпочтя похитить и насильно вернуть Вануну домой: об этом Островский отзывался как о «грязной работе».
Спецподразделению приписывали убийство генерала сирийской армии Мухаммада Сулеймана в 2008 году, что не подтверждалось и не отрицалось «Моссадом» (в 2015 году после утечки данных Агентства национальной безопасности, организованной благодаря Эдварду Сноудену, выяснилось, что к ликвидации генерала было причастно подразделение ВМС Израиля «Шайетет 13»). В 2010 году газета Der Spiegel сообщила, что бойцы «Кидона» были причастны к убийству деятеля движения ХАМАС Махмуда аль-Мабхуха.

## В популярной культуре
Несмотря на крайнюю закрытость, «Кидон» нередко упоминается в книгах и кинофильмах. Среди книг упоминаются детективные романы Дэниела Силвы об израильском разведчике Габриэле Аллоне, романах Винса Флинна «Разделение силы», Криса Райана «Убийство за компанию» (англ. Killing for the Company), Джона Гришэма «Брокер», Тома Вуда «Враг» (англ. The Enemy), Джека Марса «Наша священная честь» (англ. Our Sacred Honor)».
Из фильмов и сериалов упоминаются «Морская полиция: Спецотдел» и героиня Зива Давид, агент Моссада и боец «Кидона»; «Тайные операции» и второстепенный герой Эял Лавин; израильский сериал «Военнопленные» (2-й сезон), комедийный фильм 2013 года «Кидон» и первая серия сериала «Благородная женщина».

## Рассекреченные сотрудники
- Майк Харари[2]
- Шабтай Шавит[18]
- Ципи Ливни[19]
- Хагаи Хадас[20]